# 학교운영위원회에 행정직원대표의 입후보 배제 사건
학교운영위원회에 행정직원대표의 입후보 배제 사건은 대한민국의 헌법재판소 판례이다.

## 사실관계
청구인은 서울시 교육청 소속 교육행정일반직 6급 공무원으로 서울 서무부장으로 근무하고 있는바, 청구인은 2006년 4월 실시되는 위 학교 제6기 운영위원회 직원대표로 입후보하기 위하여 준비하고 있었다. 그런데 초중등교육법 제31조 제2항에 의하여 학교운영위원회 직원대표위원이 될 수 있는 길을 원천적으로 봉쇄당하여 공무담임권, 평등권 등이 침해되었다고 하여 이 사건 헌법소원심판을 청구하였다.

## 관련조문
초중등교육법 제31조[학교운영위원회의 설치] (2) 국 공립학교에 두는 학교운영위원회는 당해 학교의 교원대표, 학부모대표 및 지역사회 인사로 구성한다.

## 주문
청구인들의 심판청구를 모두 기각한다.

## 이유
학교운영위원회가 기능상 부분적으로는 공공성을 가지고 있다고 하더라도 그 한계가 있으며 학교운영위원의 지위는 헌법상 보호되는 피선거권의 대상으로서의 공무원이라고 보기 어렵다. 학교운영위원이 무보수 봉사직이라는 점을 고려하면 운영위원으로서의 활동을 직업으로 보기 어려우며 직원대표위원 활동을 통하여 사회형성에 적극적으로 참여하는 행위를 제한하고 있으므로 행복추구권에서 파생되는 일반적 행동자유권과 관련된다.

### 일반적 행동자유권 침해 여부
광범위한 입법형성의 자유를 가지는 것이고 현저하게 불합리하고 불공정한 경우에는 기본권침해 등의 문제가 발생한다. 학부모가 미성년자인 학생의 교육과정에 참여할 당위성은 부정할 수 없고, 입법자가 학부모의 집단적인 교육참여권을 법률로써 인정하는 것은 헌법상 당연히 허용된다 할 것이다. 교사의 교육권은 피교육자의 교육받을 권리의 보장에 필수적인 것으로 법적으로 보장되어야 할 권리임에 틀림없다. 또한 지역주민의 학교운영위원회 참여는 주민자치라는 민주주의 원리와 무관하지 않으며 학교의 운영에 지역사회의 특성과 요구를 반영하기 위한 것이다.

### 평등권 침해 여부
완화된 심사기준을 따를 때 현저하게 불합리하고 불공정하다고 보기 어려우므로 이 사건 법률조항이 합리적 이유 없이 청구인들의 평등권을 침해하는 것은 아니다.

### 결론
청구인들의 심판청구를 모두 기각한다.

## 참고 문헌
- 헌법재판소 2007.3.29. 2005헌마1144
- 정회철